# Хлоросептик
Хлоросептик —  анальгетик американского производства, выпускаемый Prestige Brands Inc. Используется для лечения заложенности горла и болей во рту. Активный компонент хлоросептика фенол, антисептические свойства которого были обнаружены учёным и хирургом Джозефом Листером. Другой агент хлоросептика бензокаин.